# رون فلار

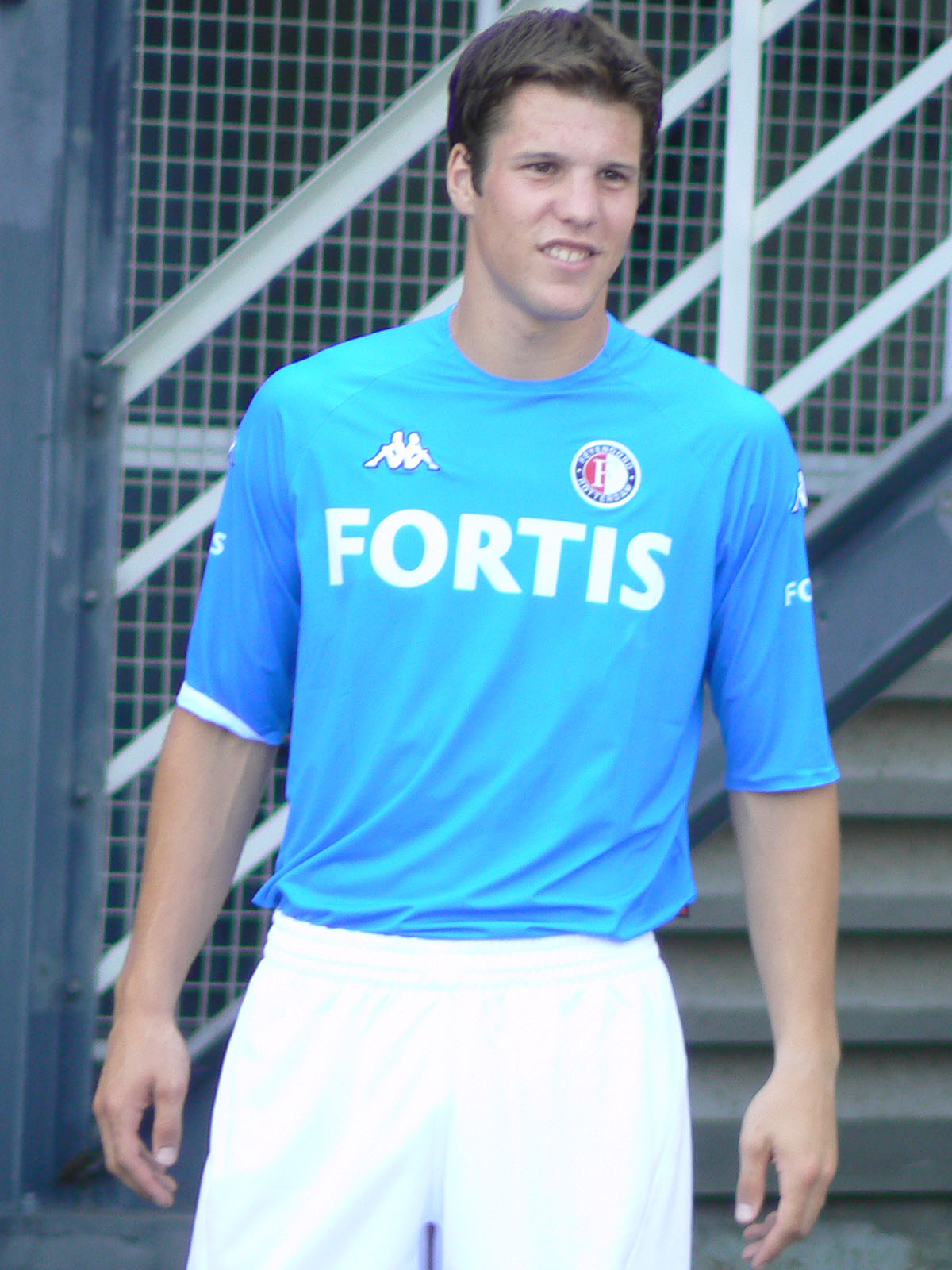

رون بيتر فلار (بالهولندية: Ron Peter Vlaar) (مواليد 16 فبراير 1985 في هينسبرويك، هولندا) لاعب كرة قدم هولندي يجيد اللعب في مركز قلب الدفاع ويلعب حاليا في نادي أستون فيلا الإنجليزي.

## روابط خارجية
- رون فلار على موقع الاتحاد الدولي (مؤرشف)  (الإنجليزية)
- رون فلار على موقع الاتحاد الأوربي (الإنجليزية)
- رون فلار على موقع قاعدة بيانات كرة القدم.إي يو (الإنجليزية)
- رون فلار على موقع ناشيونال فوتبول تيمز (الإنجليزية)
- رون فلار على موقع Soccerbase.com (لاعب) (الإنجليزية)
- رون فلار على موقع Soccerway.com (الإنجليزية)
- رون فلار على موقع عالم كرة القدم.نت (الإنجليزية)
- رون فلار على موقع AS.com (الإسبانية)